# 司馬穎
司馬 穎（しば えい、咸寧5年（279年） - 光熙元年（306年）10月）は、西晋の皇族で八王の乱の八王の一人。字は章度。武帝司馬炎の第19子。恵帝司馬衷の異母弟で、懐帝司馬熾の異母兄。母は程才人。
当時帝位を簒奪し専横を振るっていた大叔父の司馬倫を打倒した功績で、従兄弟であった司馬冏らと共に功績を挙げた。当初は朝政を司馬冏に一任するなど謙虚な態度を崩さず声望を集めたが、後に司馬冏を打倒した異母兄の司馬乂より政治の実権を任せられると次第に傲慢になり、二度に渡って恵帝直々に逆賊として親征を受け事となる。しかしこれらを撃退し、恵帝の身柄を奪い傀儡として族父の司馬顒と共に専横を行った。しかし地方軍閥の王浚・族父の司馬騰らの挙兵を受け、さらに配下の匈奴族出身の劉淵の独立を招いたため、司馬顒からも見限られた事で失脚した。しかし一連の出来事を経ても河北の民衆からの支持は失っておらず、失脚後には民衆を糾合した旧臣らによる反乱に担ぎ上げられたが、失敗に終わり自身も処刑された。

## 生涯

### 若き日
書を好まず聡明さには欠けていたものの、人情には厚かったという。太康10年（289年）、成都王に封じられ、食邑10万戸を与えられた。後に越騎校尉に任じられ、さらに散騎常侍・車騎将軍を加えられた。当時、朝廷では恵帝司馬衷の外戚である賈氏一派が権力を握っており、特に賈謐の権勢は皇帝をも凌ぐ程であった。元康9年（299年）のある時、司馬穎は賈謐が皇太子の司馬遹と囲碁を打っている場にたまたま同席していたが、指し手の事で両者が言い争いになると、司馬穎は賈謐の振る舞いに対して「皇太子は国の儲君であるのに、賈謐はなんと無礼なのか！」と血相を変えて叱りつけた。賈謐はこれを恐れ、また不満を抱いたので皇后賈南風へこの事を相談した。これにより、司馬穎は平北将軍となって鄴城の鎮守を命じられ、朝廷から追い出された。その後、鎮北大将軍に昇進した。

### 司馬冏に呼応
永康2年（301年）1月、賈氏一派を粛清した趙王司馬倫は、側近の孫秀と謀って帝位を簒奪して国政を掌握した。孫秀は司馬穎が鄴を統治して強兵を擁しているのを深く憂慮し、征北大将軍に昇進させて開府儀同三司の特権を与え、懐柔を謀った。また、補佐を名目として臣下を鄴へ派遣し、司馬穎の監視に当たらせた。斉王司馬冏が司馬倫誅殺を掲げて挙兵すると、各地の諸王や将軍・州郡県国にも決起の檄文を送り「逆臣孫秀が趙王を誤らせた。共に誅討しようではないか。命に従わない者は三族を誅す」と宣言した。司馬穎はこれに呼応して軍を進め、朝歌に入った頃には20万余りの大軍になった。
司馬穎軍は緒戦でこそ敗北したが、その後は司馬倫軍の孫会・士猗・許超らの不和による指揮系統の乱れもあり、朝廷軍を破って黄河を渡り洛陽に迫った。その後朝廷内の政変により司馬倫・孫秀が殺害され恵帝が復位すると、司馬穎は洛陽に入城し、また司馬倫軍の残党と交戦していた司馬冏を援護して洛陽に招き入れた。

### 鄴に帰還
司馬冏は司馬倫討伐を企画した事を誇り、次第に権力を自分一人の下に集約するようになった。司馬穎は異母兄の長沙王司馬乂と共に先帝の陵墓へ拝したが、この時司馬乂は「この天下は先帝が基業を創始したものだ。汝はしっかりとこれを守らねばならぬ」と忠告した。また側近の盧志は、母の病を口実として本拠地の鄴へと戻り、司馬冏に全ての権力を譲り渡して人心を得る事に努めるべきと進言したため、司馬穎はこれに従い鄴へと戻った。すると奢侈に溺れて悪政を敷く司馬冏に代わって 人々の衆望は司馬穎に集まる事となった。
鄴への帰還後、朝廷からは先の司馬倫討伐の功績により、大将軍・都督中外諸軍事・録尚書事の官位と九錫の授受、また『剣履上殿（剣と靴を着けたまま上殿してもよい）』・『入朝不趨（入朝時に小走りでなくともよい）』の特権の付与の詔が送られたが、司馬穎は大将軍の官位のみを受けて九錫などの特権は固辞した。また側近であった盧志・和演・董洪・王彦・趙驤らの功績を上書して公侯に封じるよう要請すると、認められて5人はみな開国公侯に封じられた。
また現地の統治に際しては盧志を信任してその進言を容れ、戦乱により困窮した民衆への食物の配給を求めたほか、先の司馬倫討伐の内戦での戦死者の埋葬を敵味方問わず行った。こうした現地政策の結果、朝廷の政権を担っていた司馬冏が奢侈に溺れて悪政を敷くようになるにつれて、民衆の支持は司馬穎の下へと集まるようになった。またこの間、司馬冏は中書郎の陸機（三国呉の陸遜の孫で、陸抗の子）を司馬倫の帝位簒奪への加担を理由に処刑しようとしたが、司馬穎はその名望を惜しんで弟の呉王司馬晏と連名で助命を嘆願し、後に自らの傘下に招き入れている。
恵帝はその後再度詔を発し、司馬穎に入朝して九錫を受けるよう命じたが、司馬穎の寵臣である宦官の孟玖は洛陽に行くことに反対し、母の程夫人もまた鄴での生活を好んだので、司馬穎は固辞した。後に太子太保を加えられた。

### 朝政を管轄
永寧2年（302年）3月、皇太孫司馬尚が亡くなった。恵帝は子の司馬遹と孫の司馬虨・司馬臧・司馬尚を立て続けに亡くしており、直系の後継者がいなかったので、恵帝の弟である司馬穎が後継ぎの有力候補になった。だが、長期に渡る専政を目論んでいた司馬冏はこれを嫌い、まだ8歳である清河王司馬覃（恵帝の弟の司馬遐の子）を後継ぎとした。
11月、河間王司馬顒が司馬冏討伐を掲げて諸王に檄文を飛ばすと、洛陽城内にいた長沙王司馬乂がこれに呼応し、司馬冏と3日間に渡る争いを繰り広げ、これに勝利して司馬冏を処断した。こうして司馬乂は朝廷の第一人者となったが、自ら朝政を専断する事はせず、政務については事の大小にかかわらず、鄴にいる司馬穎が全て報告を受けて裁決を任されることとなった。

### 司馬乂討伐
こうして政治を任されるようになった司馬穎だったが、これまでの功績を誇って驕奢に耽るようになり、司馬冏の時代以上に政治は混乱するようになった。また、権力の独占を画策し、司馬乂が朝廷に留まっている事を邪魔に思うようになった。また一方の河間王司馬顒は、司馬冏打倒の呼び掛け当初より司馬乂が司馬冏に敗北する事を想定し、それを口実に司馬冏を除いて実権を得る事を目論んでいたため、その企みが果たされなかった事に不満を抱いていた。かくして太安2年（303年）7月、司馬顒による司馬乂討伐の兵が挙がると、司馬穎は盧志の諫言を振り切ってこの挙兵への呼応を決めた。8月、司馬穎は司馬顒と共に上書し「司馬乂の論功は不公平であり、右僕射羊玄之・左将軍皇甫商と共に朝政を専断し、忠良の臣を殺害しました。羊玄之と皇甫商を誅殺し、司馬乂を封国に還らせるべきです」と述べた。しかしこれに対して恵帝は詔を発し「司馬顒は独断で大軍を動員し、京都（洛陽）を侵そうとしている。朕は自ら六軍を率いて姦逆の臣を誅殺する」と述べ、司馬乂に討伐を命じた。
司馬穎・司馬顒軍と朝廷軍の戦いは1年近くに渡り、この間に司馬穎は宦官の孟玖らの讒言を受けて、かつて自身が助命を嘆願し、この戦いでは将軍に任じていた陸機を、側近の孫拯や弟の陸雲を始め、彼らの一族もろとも処刑してしまった。朝廷内では司馬乂と司馬穎は兄弟であった事から両者への和解の提案があり、また司馬乂の側からも和解を求める書状が送られたものの、司馬穎はこれらを拒絶した。司馬穎・司馬顒の軍は連戦連敗ではあったが、合戦は長期に渡ったので朝廷軍の本拠地である洛陽城内は食糧が欠乏しており、また司馬顒軍の張方による引用水の補給ルートの遮断などもあり、朝廷軍はさらに窮地に瀕した。そして最後は朝廷軍の一員であった東海王司馬越の裏切りにより司馬乂が捕縛・殺害され、洛陽の城門が開かれたことで戦いは終結し、司馬穎は司馬顒と共に無事に入城を果たした。

### 皇太弟となる
戦いに勝利した司馬穎は恵帝を残して鄴に戻った後丞相に任じられ、20郡を増封された。殿中では司馬穎の嫌悪を買っていた人物は皆処刑されるか異動を命じられ、宿衛兵も司馬穎の意に沿う者に入れ替えられた。
永安元年（304年）2月、司馬穎は上書し、皇后羊献容を廃して金墉城に幽閉させ、皇太子司馬覃を廃して清河王に落とすよう要請した。朝臣は抗う術を持たず、これに従う他なかった。3月、司馬顒は上書して司馬穎を世継ぎに立てるよう求めると、司馬穎は皇太弟となり、丞相の職務はそのままで都督中外諸軍事を兼任するようになった。また、司馬顒は太宰・大都督・雍州牧に任じられた。制度は曹操の故事に倣うものとし、皇帝の輿・服・器物等が鄴城に運ばれた。さらに、上表して宿衛兵を丞相府に移し、王官宿衛と称した。
司馬穎の奢侈は日に日に悪化するようになり、自らが君主であるかのように振る舞うようになった。さらに孟玖ら寵臣に政治を任せたので、民衆を大いに失望させる結果となった。

### 皇帝軍蜂起
洛陽にいた司馬越は司馬穎の振る舞いに憤り、7月には百官や殿中の諸将に司馬穎を討つよう命じ、羊献容を皇后に、司馬覃を皇太子に復位させた。司馬越は大都督となり、恵帝と共に鄴へ向けて軍を発した。皇帝軍が進軍すると各地で義兵が集結し、魏郡の安陽県に入る頃には10万人余りに規模が膨れ上がったため、鄴の人々は朝廷軍の到来を恐れて震え上がった。司馬穎は逃走しようと考えたが、掾の歩熊は占いを用いて「動くことなかれ。南軍は必敗する」と告げたので思いとどまった。
司馬穎は幕僚と軍議を開くと、東安王司馬繇は「天子が親征しているのです。武装を解いて出迎え、罪を請うべきでしょう」と勧めた。折衝将軍喬智明も帝の乗輿を奉迎するように進言したが、司馬穎は大いに怒り「卿は名声が知れ渡っており、私に身を委ねている。主上（恵帝）は群小の者どもに無理やり迫られて、偽の罪状で私を誅しようとしている。にもかかわらず、卿は私に手を縛られて刑に服せと言うのか。共に義を為すのはまさに今ではないのか」と叱責した。司馬王混と参軍崔曠が抗戦を進めると、司馬穎はこれに従い、石超に5万の兵を与えて防戦を命じ、蕩陰に進軍させた。
皇帝軍の参謀であった陳眕の弟であった陳匡と陳規は鄴城にいたが、隙を見て逃走して皇帝軍の陣営へ至ると「鄴城内は人心が離散しています」と報告したので、司馬越らは油断して警戒を怠るようになった。司馬穎軍の将軍の石超はこの機を逃さず皇帝軍の本営を急襲した。皇帝軍は蕩陰で大敗を喫し、恵帝自身にも三本の矢が当たって顔を怪我した。百官や侍御は慌てて四散してしまい、身を挺して恵帝を庇ったのは嵆紹だけであった。石超は恵帝の身柄を確保すると陣営に戻り、司馬穎はこれを聞くと盧志を派遣して恵帝を鄴に招き入れた。陳眕と上官巳は皇太子司馬覃を奉じて洛陽を固守し、司馬越は封国の東海国に帰った。

### 王浚・司馬騰の決起と前趙の樹立
司馬穎は恵帝の身柄を確保すると、建武と改元し、百官の役所を設置して自らの独断で殺生を行い、鄴城の南に天地を祀る祭壇を建てた。司馬越とその弟である司馬騰・司馬略・司馬模はみな声望があったので、司馬穎は罪を許して鄴に招こうとしたが、司馬越は応じなかった。また司馬穎は以前恵帝に謝罪するよう進言した司馬繇を怨んでいたので、これを捕らえて処刑した。丞相従事中郎王澄はこれまでの孟玖の悪事を暴き、司馬穎に孟玖を誅殺するよう進言すると、司馬穎はこれに従った。
また、匈奴左賢王劉淵（後の漢（前趙）の光文帝）を冠軍将軍に推挙し、匈奴五部の軍事を監督させて鄴城を守らせ、劉淵の子である劉聡（後の漢（前趙）の昭武帝）を積弩将軍に任じた。劉淵は密かに自立を目論んでいたので、葬儀を理由に匈奴本国への帰還許可を求めたが、司馬穎は許さなかった。その為、劉淵は本国にいる右賢王劉宣らに密かに命じ、匈奴五部と周辺の少数民族を集結させて挙兵の準備を進めた。
この頃、幽州で強大な兵権を握っていた都督幽州諸軍事の王浚は司馬穎の討伐を計画していたが、この動きを察知した司馬穎は王浚を暗殺すべく右司馬和演を刺客として送り込んだ。しかしこの計画は察知されて和演は殺害され、王浚は自ら幽州全域を領有すると、司馬越の弟であった東嬴公司馬騰と連携して司馬穎討伐の兵を挙げると、段部の段務勿塵や烏桓の羯朱を始め胡人・漢人合わせて2万人を率いて進軍を開始した。さらにこの挙兵に際して、司馬穎は自ら討伐への名乗りを上げた劉淵に出陣を命じたが、劉淵は司馬穎の援軍には配下の劉宏を派遣するのみに留め、自らは左国城に入ると大単于を自称して晋朝から自立し、間もなく漢（後の前趙）の樹立を宣言してしまった。

### 失脚
王斌・石超ら司馬穎軍の将軍は次々と王浚の軍に敗北し、王浚の軍が鄴城に迫ると、城内は戦々恐々として百官や士卒は逃走し始めた。司馬穎は盧志の勧めに従い恵帝を奉じて洛陽に帰還しようとしたが、司馬穎の母である程夫人が鄴を出るのを嫌がった事で出発が遅れ、その間に将兵らはみな離散してしまった。司馬穎は盧志らと共に恵帝を伴って、洛陽を守る司馬顒の配下である張方の庇護下に入ったが、洛陽では張方が兵権を握り専制を行っていたため発言力を失った。
11月、張方が恵帝を無理矢理引き連れて長安への遷都を強行すると、司馬穎もまたこれに付き従った。12月、長安に入城すると、司馬穎は皇太弟から廃され、代わって司馬熾（後の懐帝）が立てられた。司馬穎は丞相の位も剥奪され、成都王の爵位のまま謹慎を命じられた。こうして司馬穎は政治の実権を失ったが、河北では未だに人望があり、多くの人々がこの処置に同情したという。

### 復権と最期
永興2年（305年）7月、司馬穎の旧将の公師藩は、司馬穎復権を掲げて趙・魏の地で挙兵すると、河北の民はこれに呼応した。同じく司馬穎の旧将であった楼権・郝昌らも乱に加わり、その兵は数万を数えた。公師藩は郡県を攻略し、転戦しながら鄴城に迫った。司馬顒は公師藩が司馬穎のために挙兵したと知り、司馬穎を復職させ、鎮軍大将軍・都督河北諸軍事に推挙して兵千人を与え、盧志と共に鄴の鎮守を命じた。
8月 、司馬越・司馬虓らが司馬顒討伐の兵を挙げると、豫州刺史劉喬がこれを阻んだ。10月、司馬顒は司馬穎に命じ、将軍楼褒らを従えて劉喬の援護を命じた。12月、司馬穎は洛陽に入ったが、司馬越の勢いを恐れてこれ以上東へ進めなかった。
永興3年（306年）1月、司馬穎は洛陽から再び長安に向かい、弘農郡の華陰県に入った。だが、この時司馬顒が張方を殺して司馬越と和親を図っているとしていると知り、西進を中止した。8月、司馬穎は司馬顒の敗北を知ると、武関から義陽郡の新野県に逃走した。恵帝は南中郎将劉陶と荊州刺史劉弘に司馬穎の逮捕を命じた。この時、劉弘は病没し、司馬郭勱は乱を起こして司馬穎を迎え入れようとしたが、治中郭舒は劉弘の子である劉璠を奉じて郭勱を討伐した。その為、司馬穎は母や妻を棄て、単車に子の廬江王司馬普と中都王司馬廓を乗せ、北の黄河を渡って朝歌に逃走した。そして、かつての部下数百人を集めて公師藩を頼ろうとした。
9月、頓丘郡太守馮嵩により司馬穎は捕らえられ、鄴城に送られた。だが、司馬虓は司馬穎を殺すことができず、幽閉した。また、公師藩らは兗州刺史苟晞に討たれた。
10月、司馬虓が急死すると、長史劉輿は鄴の人々が司馬穎の境遇に同情していた事から、変事が起きることを恐れた。その為、劉輿は司馬虓の喪を秘匿し、鄴台（司馬虓）からの使者だと偽って司馬穎の下へ派遣すると、詔と称して司馬穎に自殺を命じた。その夜、司馬穎は守衛の田徽へ「范陽王は亡くなったのか」と問うと、田徽は「知りません」と答えた。さらに司馬穎は「卿は幾つかね」と聞くと、「50です」と答えた。また、「天命とは何か分かるかね」と問いかけると、「知りません」と返した。司馬穎は嘆息して「我の死後、天下は安定するかそれとも乱れたままか。我が放逐されて3年が経過するが、身体や手足を全く洗沐していない。湯水を数斗持って来たまえ！」と叫んだという。司馬穎の2人の子が号泣すると、司馬穎は人を遣って子供だけでも逃がそうとしたが、失敗して殺された。司馬穎は髪を解き、頭を東に向けて横になると、田徽に首を絞められて殺された。享年28であった。鄴城は哀しみに包まれたという。

### 死後
司馬穎の官属はみな逃走したが、盧志だけは最後まで従い、司馬穎の死体を引き取って埋葬した。
永嘉元年（307年）、汲桑は大将軍を自称すると、司馬穎の報復を掲げて挙兵し、軍を進めて鄴へ入った。そして、盧志により埋葬されていた司馬穎の棺を掘り起こし、その棺を車中に載せた。そして、何か事がある度に棺に言上してから実行に移したという。汲桑が敗亡すると棺は古井戸に投げ込まれたが、司馬穎の旧臣は棺を収めて洛陽に改葬した。懐帝は県王の礼をもって葬儀を行った。
また、司馬穎の死から数年後、開封には司馬穎の10歳余りの子がおり、百姓の家を流離しているという噂が立てられたが、司馬越は人を派遣してこれを殺したという。
後に斉王司馬冏の兄の東萊王司馬蕤の子である司馬遵が司馬穎の後継とされ、華容県王に封じられた。

## 子女
- 『晋書』本紀巻1～10、列伝巻7・8・29・44・68・69による
- 太字は皇帝（追贈含む）、数字は即位順。
- 灰網掛けは八王の乱にて殺害された人物。

|                 |                 |                 |                 |                 |                 |  |  |                 |                 |                 |                 |                 |                 |  |  |                 |                 |                 |                 |                 |                 |  |  |               |               |               |               |               |               |  |  | 舞陽侯 司馬防 |               |               |               |               |               |  |  |               |               |               |               |               |               |  |  |                |                |                |                |                |                |  |  |                |                |                |                |                |                |  |  |                 |                 |                 |                 |                 |                 |  |  |               |               |               |               |               |               |  |  |  |  |  |  |  |  |  |  |  |  |  |  |  |  |  |  |  |  |  |  |  |  |  |  |  |  |  |  |  |  |  |  |  |  |  |  |  |  |  |  |  |  |  |  |  |  |  |  |
|                 |                 |                 |                 |                 |                 |  |  |                 |                 |                 |                 |                 |                 |  |  |                 |                 |                 |                 |                 |                 |  |  |               |               |               |               |               |               |  |  |               |               |               |               |               |               |  |  |               |               |               |               |               |               |  |  |                |                |                |                |                |                |  |  |                |                |                |                |                |                |  |  |                 |                 |                 |                 |                 |                 |  |  |               |               |               |               |               |               |  |  |  |  |  |  |  |  |  |  |  |  |  |  |  |  |  |  |  |  |  |  |  |  |  |  |  |  |  |  |  |  |  |  |  |  |  |  |  |  |  |  |  |  |  |  |  |  |  |  |
|                 |                 |                 |                 |                 |                 |  |  |                 |                 |                 |                 |                 |                 |  |  |                 |                 |                 |                 |                 |                 |  |  |               |               |               |               |               |               |  |  |               |               |               |               |               |               |  |  |               |               |               |               |               |               |  |  |                |                |                |                |                |                |  |  |                |                |                |                |                |                |  |  |                 |                 |                 |                 |                 |                 |  |  |               |               |               |               |               |               |  |  |  |  |  |  |  |  |  |  |  |  |  |  |  |  |  |  |  |  |  |  |  |  |  |  |  |  |  |  |  |  |  |  |  |  |  |  |  |  |  |  |  |  |  |  |  |  |  |  |
|                 |                 |                 |                 |                 |                 |  |  |                 |                 |                 |                 |                 |                 |  |  | (追)宣帝 司馬懿 | (追)宣帝 司馬懿 | (追)宣帝 司馬懿 | (追)宣帝 司馬懿 | (追)宣帝 司馬懿 | (追)宣帝 司馬懿 |  |  |               |               |               |               |               |               |  |  |               |               |               |               |               |               |  |  |               |               |               |               |               |               |  |  | 安平王 司馬孚  | 安平王 司馬孚  | 安平王 司馬孚  | 安平王 司馬孚  | 安平王 司馬孚  | 安平王 司馬孚  |  |  |                |                |                |                |                |                |  |  | 東武城侯 司馬馗 | 東武城侯 司馬馗 | 東武城侯 司馬馗 | 東武城侯 司馬馗 | 東武城侯 司馬馗 | 東武城侯 司馬馗 |  |  |               |               |               |               |               |               |  |  |  |  |  |  |  |  |  |  |  |  |  |  |  |  |  |  |  |  |  |  |  |  |  |  |  |  |  |  |  |  |  |  |  |  |  |  |  |  |  |  |  |  |  |  |  |  |  |  |
|                 |                 |                 |                 |                 |                 |  |  |                 |                 |                 |                 |                 |                 |  |  | (追)宣帝 司馬懿 | (追)宣帝 司馬懿 | (追)宣帝 司馬懿 | (追)宣帝 司馬懿 | (追)宣帝 司馬懿 | (追)宣帝 司馬懿 |  |  |               |               |               |               |               |               |  |  |               |               |               |               |               |               |  |  |               |               |               |               |               |               |  |  | 安平王 司馬孚  | 安平王 司馬孚  | 安平王 司馬孚  | 安平王 司馬孚  | 安平王 司馬孚  | 安平王 司馬孚  |  |  |                |                |                |                |                |                |  |  | 東武城侯 司馬馗 | 東武城侯 司馬馗 | 東武城侯 司馬馗 | 東武城侯 司馬馗 | 東武城侯 司馬馗 | 東武城侯 司馬馗 |  |  |               |               |               |               |               |               |  |  |  |  |  |  |  |  |  |  |  |  |  |  |  |  |  |  |  |  |  |  |  |  |  |  |  |  |  |  |  |  |  |  |  |  |  |  |  |  |  |  |  |  |  |  |  |  |  |  |
|                 |                 |                 |                 |                 |                 |  |  |                 |                 |                 |                 |                 |                 |  |  |                 |                 |                 |                 |                 |                 |  |  |               |               |               |               |               |               |  |  |               |               |               |               |               |               |  |  |               |               |               |               |               |               |  |  |                |                |                |                |                |                |  |  |                |                |                |                |                |                |  |  |                 |                 |                 |                 |                 |                 |  |  |               |               |               |               |               |               |  |  |  |  |  |  |  |  |  |  |  |  |  |  |  |  |  |  |  |  |  |  |  |  |  |  |  |  |  |  |  |  |  |  |  |  |  |  |  |  |  |  |  |  |  |  |  |  |  |  |
| (追)景帝 司馬師 | (追)景帝 司馬師 | (追)景帝 司馬師 | (追)景帝 司馬師 | (追)景帝 司馬師 | (追)景帝 司馬師 |  |  | (追)文帝 司馬昭 | (追)文帝 司馬昭 | (追)文帝 司馬昭 | (追)文帝 司馬昭 | (追)文帝 司馬昭 | (追)文帝 司馬昭 |  |  | 汝南王 司馬亮   | 汝南王 司馬亮   | 汝南王 司馬亮   | 汝南王 司馬亮   | 汝南王 司馬亮   | 汝南王 司馬亮   |  |  | 琅邪王 司馬伷 | 琅邪王 司馬伷 | 琅邪王 司馬伷 | 琅邪王 司馬伷 | 琅邪王 司馬伷 | 琅邪王 司馬伷 |  |  | 梁王 司馬肜   | 梁王 司馬肜   | 梁王 司馬肜   | 梁王 司馬肜   | 梁王 司馬肜   | 梁王 司馬肜   |  |  | 趙王 司馬倫   | 趙王 司馬倫   | 趙王 司馬倫   | 趙王 司馬倫   | 趙王 司馬倫   | 趙王 司馬倫   |  |  | 太原王 司馬瓌  | 太原王 司馬瓌  | 太原王 司馬瓌  | 太原王 司馬瓌  | 太原王 司馬瓌  | 太原王 司馬瓌  |  |  |                |                |                |                |                |                |  |  | 高密王 司馬泰   | 高密王 司馬泰   | 高密王 司馬泰   | 高密王 司馬泰   | 高密王 司馬泰   | 高密王 司馬泰   |  |  |               |               |               |               |               |               |  |  |  |  |  |  |  |  |  |  |  |  |  |  |  |  |  |  |  |  |  |  |  |  |  |  |  |  |  |  |  |  |  |  |  |  |  |  |  |  |  |  |  |  |  |  |  |  |  |  |
| (追)景帝 司馬師 | (追)景帝 司馬師 | (追)景帝 司馬師 | (追)景帝 司馬師 | (追)景帝 司馬師 | (追)景帝 司馬師 |  |  | (追)文帝 司馬昭 | (追)文帝 司馬昭 | (追)文帝 司馬昭 | (追)文帝 司馬昭 | (追)文帝 司馬昭 | (追)文帝 司馬昭 |  |  | 汝南王 司馬亮   | 汝南王 司馬亮   | 汝南王 司馬亮   | 汝南王 司馬亮   | 汝南王 司馬亮   | 汝南王 司馬亮   |  |  | 琅邪王 司馬伷 | 琅邪王 司馬伷 | 琅邪王 司馬伷 | 琅邪王 司馬伷 | 琅邪王 司馬伷 | 琅邪王 司馬伷 |  |  | 梁王 司馬肜   | 梁王 司馬肜   | 梁王 司馬肜   | 梁王 司馬肜   | 梁王 司馬肜   | 梁王 司馬肜   |  |  | 趙王 司馬倫   | 趙王 司馬倫   | 趙王 司馬倫   | 趙王 司馬倫   | 趙王 司馬倫   | 趙王 司馬倫   |  |  | 太原王 司馬瓌  | 太原王 司馬瓌  | 太原王 司馬瓌  | 太原王 司馬瓌  | 太原王 司馬瓌  | 太原王 司馬瓌  |  |  |                |                |                |                |                |                |  |  | 高密王 司馬泰   | 高密王 司馬泰   | 高密王 司馬泰   | 高密王 司馬泰   | 高密王 司馬泰   | 高密王 司馬泰   |  |  |               |               |               |               |               |               |  |  |  |  |  |  |  |  |  |  |  |  |  |  |  |  |  |  |  |  |  |  |  |  |  |  |  |  |  |  |  |  |  |  |  |  |  |  |  |  |  |  |  |  |  |  |  |  |  |  |
|                 |                 |                 |                 |                 |                 |  |  |                 |                 |                 |                 |                 |                 |  |  |                 |                 |                 |                 |                 |                 |  |  |               |               |               |               |               |               |  |  |               |               |               |               |               |               |  |  |               |               |               |               |               |               |  |  |                |                |                |                |                |                |  |  |                |                |                |                |                |                |  |  |                 |                 |                 |                 |                 |                 |  |  |               |               |               |               |               |               |  |  |  |  |  |  |  |  |  |  |  |  |  |  |  |  |  |  |  |  |  |  |  |  |  |  |  |  |  |  |  |  |  |  |  |  |  |  |  |  |  |  |  |  |  |  |  |  |  |  |
| 斉王 司馬攸     | 斉王 司馬攸     | 斉王 司馬攸     | 斉王 司馬攸     | 斉王 司馬攸     | 斉王 司馬攸     |  |  | (1)武帝 司馬炎  | (1)武帝 司馬炎  | (1)武帝 司馬炎  | (1)武帝 司馬炎  | (1)武帝 司馬炎  | (1)武帝 司馬炎  |  |  |                 |                 |                 |                 |                 |                 |  |  | 琅邪王 司馬覲 | 琅邪王 司馬覲 | 琅邪王 司馬覲 | 琅邪王 司馬覲 | 琅邪王 司馬覲 | 琅邪王 司馬覲 |  |  |               |               |               |               |               |               |  |  |               |               |               |               |               |               |  |  | 河間王 司馬顒  | 河間王 司馬顒  | 河間王 司馬顒  | 河間王 司馬顒  | 河間王 司馬顒  | 河間王 司馬顒  |  |  | 東海王 司馬越  | 東海王 司馬越  | 東海王 司馬越  | 東海王 司馬越  | 東海王 司馬越  | 東海王 司馬越  |  |  | 新蔡王 司馬騰   | 新蔡王 司馬騰   | 新蔡王 司馬騰   | 新蔡王 司馬騰   | 新蔡王 司馬騰   | 新蔡王 司馬騰   |  |  | 南陽王 司馬模 | 南陽王 司馬模 | 南陽王 司馬模 | 南陽王 司馬模 | 南陽王 司馬模 | 南陽王 司馬模 |  |  |  |  |  |  |  |  |  |  |  |  |  |  |  |  |  |  |  |  |  |  |  |  |  |  |  |  |  |  |  |  |  |  |  |  |  |  |  |  |  |  |  |  |  |  |  |  |  |  |
| 斉王 司馬攸     | 斉王 司馬攸     | 斉王 司馬攸     | 斉王 司馬攸     | 斉王 司馬攸     | 斉王 司馬攸     |  |  | (1)武帝 司馬炎  | (1)武帝 司馬炎  | (1)武帝 司馬炎  | (1)武帝 司馬炎  | (1)武帝 司馬炎  | (1)武帝 司馬炎  |  |  |                 |                 |                 |                 |                 |                 |  |  | 琅邪王 司馬覲 | 琅邪王 司馬覲 | 琅邪王 司馬覲 | 琅邪王 司馬覲 | 琅邪王 司馬覲 | 琅邪王 司馬覲 |  |  |               |               |               |               |               |               |  |  |               |               |               |               |               |               |  |  | 河間王 司馬顒  | 河間王 司馬顒  | 河間王 司馬顒  | 河間王 司馬顒  | 河間王 司馬顒  | 河間王 司馬顒  |  |  | 東海王 司馬越  | 東海王 司馬越  | 東海王 司馬越  | 東海王 司馬越  | 東海王 司馬越  | 東海王 司馬越  |  |  | 新蔡王 司馬騰   | 新蔡王 司馬騰   | 新蔡王 司馬騰   | 新蔡王 司馬騰   | 新蔡王 司馬騰   | 新蔡王 司馬騰   |  |  | 南陽王 司馬模 | 南陽王 司馬模 | 南陽王 司馬模 | 南陽王 司馬模 | 南陽王 司馬模 | 南陽王 司馬模 |  |  |  |  |  |  |  |  |  |  |  |  |  |  |  |  |  |  |  |  |  |  |  |  |  |  |  |  |  |  |  |  |  |  |  |  |  |  |  |  |  |  |  |  |  |  |  |  |  |  |
|                 |                 |                 |                 |                 |                 |  |  |                 |                 |                 |                 |                 |                 |  |  |                 |                 |                 |                 |                 |                 |  |  |               |               |               |               |               |               |  |  |               |               |               |               |               |               |  |  |               |               |               |               |               |               |  |  |                |                |                |                |                |                |  |  |                |                |                |                |                |                |  |  |                 |                 |                 |                 |                 |                 |  |  |               |               |               |               |               |               |  |  |  |  |  |  |  |  |  |  |  |  |  |  |  |  |  |  |  |  |  |  |  |  |  |  |  |  |  |  |  |  |  |  |  |  |  |  |  |  |  |  |  |  |  |  |  |  |  |  |
| 斉王 司馬冏     | 斉王 司馬冏     | 斉王 司馬冏     | 斉王 司馬冏     | 斉王 司馬冏     | 斉王 司馬冏     |  |  | (2)恵帝 司馬衷  | (2)恵帝 司馬衷  | (2)恵帝 司馬衷  | (2)恵帝 司馬衷  | (2)恵帝 司馬衷  | (2)恵帝 司馬衷  |  |  | 楚王 司馬瑋     | 楚王 司馬瑋     | 楚王 司馬瑋     | 楚王 司馬瑋     | 楚王 司馬瑋     | 楚王 司馬瑋     |  |  | 淮南王 司馬允 | 淮南王 司馬允 | 淮南王 司馬允 | 淮南王 司馬允 | 淮南王 司馬允 | 淮南王 司馬允 |  |  | 長沙王 司馬乂 | 長沙王 司馬乂 | 長沙王 司馬乂 | 長沙王 司馬乂 | 長沙王 司馬乂 | 長沙王 司馬乂 |  |  | 成都王 司馬穎 | 成都王 司馬穎 | 成都王 司馬穎 | 成都王 司馬穎 | 成都王 司馬穎 | 成都王 司馬穎 |  |  | (3)懐帝 司馬熾 | (3)懐帝 司馬熾 | (3)懐帝 司馬熾 | (3)懐帝 司馬熾 | (3)懐帝 司馬熾 | (3)懐帝 司馬熾 |  |  | 呉王 司馬晏    | 呉王 司馬晏    | 呉王 司馬晏    | 呉王 司馬晏    | 呉王 司馬晏    | 呉王 司馬晏    |  |  |                 |                 |                 |                 |                 |                 |  |  | 南陽王 司馬保 | 南陽王 司馬保 | 南陽王 司馬保 | 南陽王 司馬保 | 南陽王 司馬保 | 南陽王 司馬保 |  |  |  |  |  |  |  |  |  |  |  |  |  |  |  |  |  |  |  |  |  |  |  |  |  |  |  |  |  |  |  |  |  |  |  |  |  |  |  |  |  |  |  |  |  |  |  |  |  |  |
| 斉王 司馬冏     | 斉王 司馬冏     | 斉王 司馬冏     | 斉王 司馬冏     | 斉王 司馬冏     | 斉王 司馬冏     |  |  | (2)恵帝 司馬衷  | (2)恵帝 司馬衷  | (2)恵帝 司馬衷  | (2)恵帝 司馬衷  | (2)恵帝 司馬衷  | (2)恵帝 司馬衷  |  |  | 楚王 司馬瑋     | 楚王 司馬瑋     | 楚王 司馬瑋     | 楚王 司馬瑋     | 楚王 司馬瑋     | 楚王 司馬瑋     |  |  | 淮南王 司馬允 | 淮南王 司馬允 | 淮南王 司馬允 | 淮南王 司馬允 | 淮南王 司馬允 | 淮南王 司馬允 |  |  | 長沙王 司馬乂 | 長沙王 司馬乂 | 長沙王 司馬乂 | 長沙王 司馬乂 | 長沙王 司馬乂 | 長沙王 司馬乂 |  |  | 成都王 司馬穎 | 成都王 司馬穎 | 成都王 司馬穎 | 成都王 司馬穎 | 成都王 司馬穎 | 成都王 司馬穎 |  |  | (3)懐帝 司馬熾 | (3)懐帝 司馬熾 | (3)懐帝 司馬熾 | (3)懐帝 司馬熾 | (3)懐帝 司馬熾 | (3)懐帝 司馬熾 |  |  | 呉王 司馬晏    | 呉王 司馬晏    | 呉王 司馬晏    | 呉王 司馬晏    | 呉王 司馬晏    | 呉王 司馬晏    |  |  |                 |                 |                 |                 |                 |                 |  |  | 南陽王 司馬保 | 南陽王 司馬保 | 南陽王 司馬保 | 南陽王 司馬保 | 南陽王 司馬保 | 南陽王 司馬保 |  |  |  |  |  |  |  |  |  |  |  |  |  |  |  |  |  |  |  |  |  |  |  |  |  |  |  |  |  |  |  |  |  |  |  |  |  |  |  |  |  |  |  |  |  |  |  |  |  |  |
|                 |                 |                 |                 |                 |                 |  |  | 愍懐太子 司馬遹 | 愍懐太子 司馬遹 | 愍懐太子 司馬遹 | 愍懐太子 司馬遹 | 愍懐太子 司馬遹 | 愍懐太子 司馬遹 |  |  |                 |                 |                 |                 |                 |                 |  |  |               |               |               |               |               |               |  |  |               |               |               |               |               |               |  |  |               |               |               |               |               |               |  |  |                |                |                |                |                |                |  |  | (4)愍帝 司馬鄴 | (4)愍帝 司馬鄴 | (4)愍帝 司馬鄴 | (4)愍帝 司馬鄴 | (4)愍帝 司馬鄴 | (4)愍帝 司馬鄴 |  |  |                 |                 |                 |                 |                 |                 |  |  |               |               |               |               |               |               |  |  |  |  |  |  |  |  |  |  |  |  |  |  |  |  |  |  |  |  |  |  |  |  |  |  |  |  |  |  |  |  |  |  |  |  |  |  |  |  |  |  |  |  |  |  |  |  |  |  |

- 廬江王 司馬普
- 中都王 司馬廓
- 華容王 司馬遵（養子、司馬攸の長男の東萊王司馬蕤の子）